# Salino
Salino (kaszb. Sôlëno lub też Solëno, niem. Saulin) – kaszubska wieś letniskowa w Polsce położona w województwie pomorskim, w powiecie wejherowskim, w gminie Gniewino nad jeziorem Salino, w obrębie "Choczewsko-Salińskiego Obszaru Chronionego Krajobrazu". Wieś jest częścią składową sołectwa Mierzynko.

## Historia
Pierwsze informacje dotyczące Salina pochodzą z XII wieku. W tym czasie na wyspie jeziora Salino znajdował się gród należący do kasztelanii białogrodzkiej. W 1268 r. dobra salińskie nadane zostały przez księcia pomorskiego Warcisława II cystersom z klasztoru w Bukowie. Jako świadek wymieniony w dokumencie został proboszcz-propozyt Michael de Salin. W 1344 roku wielki mistrz krzyżacki Ludolf König nadał dochody ze wsi (4 i pół łana) jako uposażenie dla szpitala św. Ducha w Gdańsku. Jednak już w 1378 roku szpital pozbawiony został tych dochodów, zachowując probostwo. Pod koniec XV wieku Wawrzyniec Krokowski zwany "Mocnym" bezprawnie zajął Salino. W wyniku tego aż do 1517 roku toczył się proces zakończony nakazem zwrotu wsi kościołowi. Pomimo wyroku dobra salińskie były w posiadaniu Wawrzyńca. Kolejnym właścicielem, w drodze zastawu, został szlachcic Boain Solicki. W 1748 roku Salino zostało oddane w dzierżawę rodzinie Lipińskich. Od 1762 roku wieś należała do rodziny Rexinów. Około 1890 roku na przyległym cmentarzu wybudowano rodzinną klapicę Rexinów. W 1911 roku Salino sprzedane zostało rodzinie von Krauze i było w ich posiadaniu aż do 1945 roku. Po wojnie majątek przeszedł na własność Skarbu Państwa.

## Zabytki

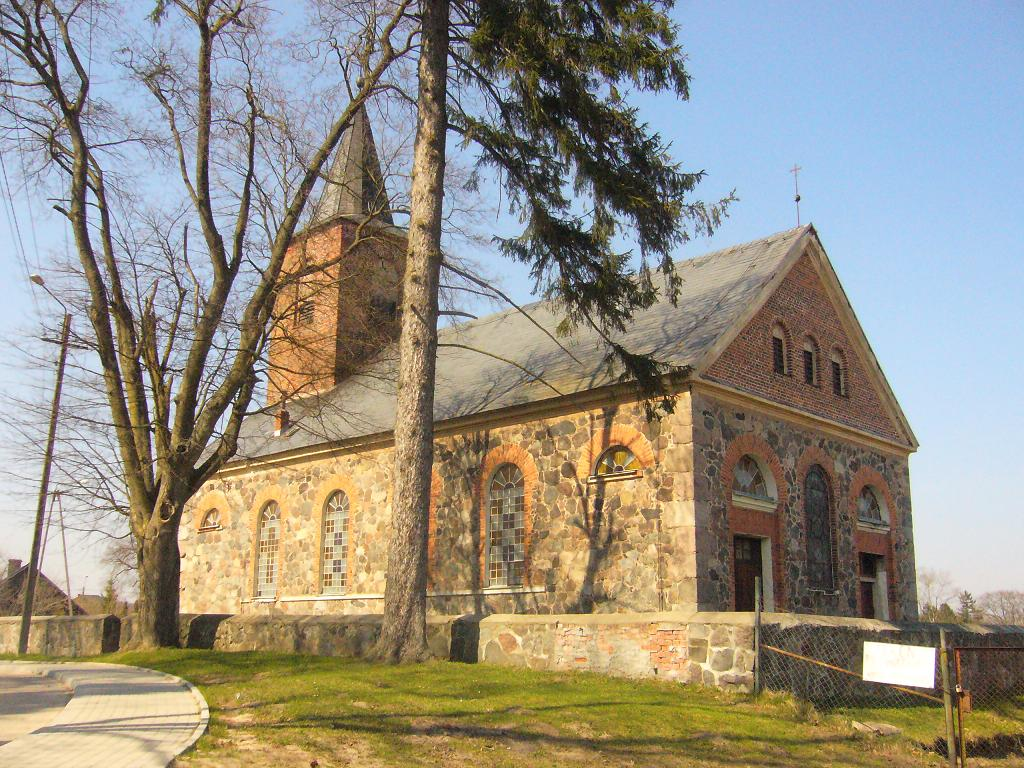
Kościół filialny w Salinie

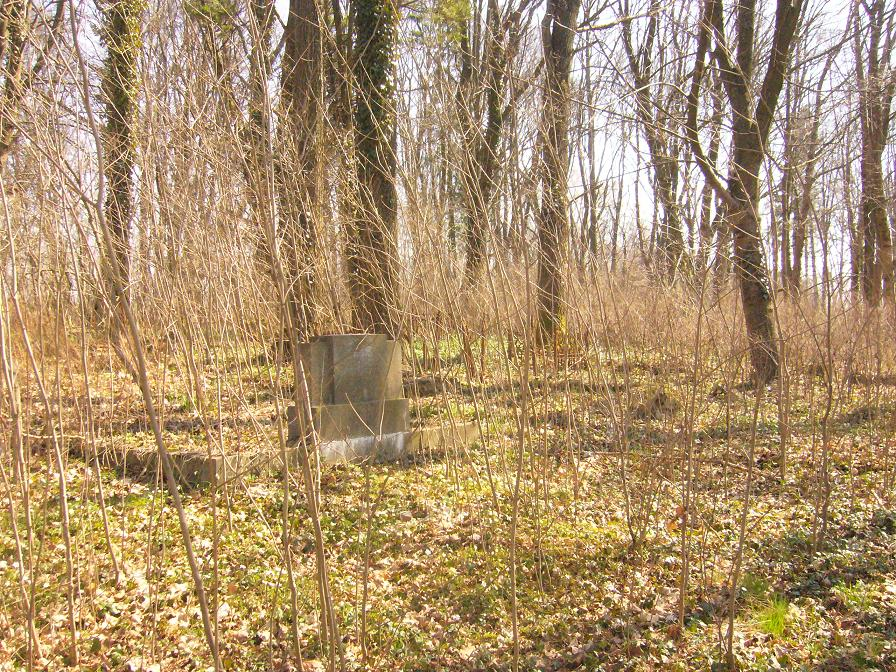
Stary cmentarz (część zdewastowana)

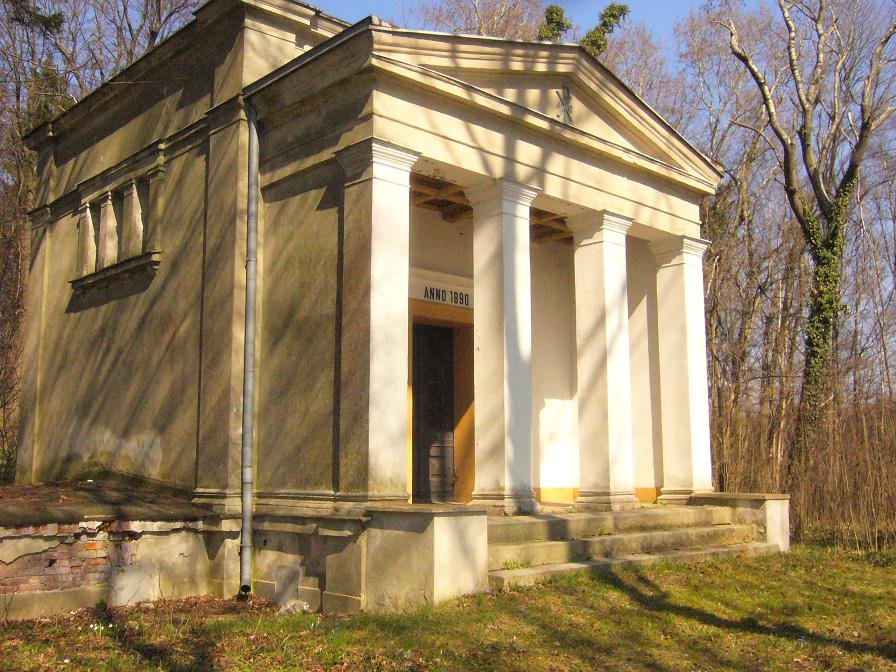
Kaplica na cmentarzu

- Unikatowy, zabytkowy dworek szlachecki z XVIII wieku (połączenie tradycji polskiego dworu szlacheckiego i typowego pomorskiego budownictwa ryglowego).
  - Replika dworku znajduje się w szymbarskim skansenie budownictwa drewnianego C.E.P.R. na Pojezierzu Kaszubskim.
- XIX-wieczny neoromański kościół parafialny (obecnie filialny) z 1839 roku, zbudowany z kamienia polnego (z bogatym wyposażeniem wnętrz pochodzącym z wcześniejszego okresu – m.in. ręcznie wykonany przez złotnika Franciszka Grützmachera złoty kielich mszalny).
- Klasyczna kaplica (rodziny von Rexinów na starym, częściowo zdewastowanym obecnie cmentarzu).
- Pozostałości starego grodziska na wyspie na Jeziorze Salińskim.

W latach 1975–1998 miejscowość administracyjnie należała do województwa gdańskiego.